# آق‌ژار
آق‌ژار (به قزاقی: Aqzhar) یک منطقهٔ مسکونی در قزاقستان است که در استان آلماتی واقع شده‌است.